# روبرت لوثي
روبرت لوثي هو لاعب كرة قدم سويسري في مركز الهجوم، ولد في 12 يوليو 1958 في بيال/بيان في سويسرا. شارك مع منتخب سويسرا لكرة القدم. أما مع النوادي، فقد لعب مع نادي بيل-بيين ونادي نوشاتل زاماكس.

## وصلات خارجية
- روبرت لوثي على موقع قاعدة بيانات كرة القدم.إي يو (الإنجليزية)
- روبرت لوثي على موقع ناشيونال فوتبول تيمز (الإنجليزية)